# Uzumaki Boruto
Uzumaki Boruto (Nhật: うずまき ボルト?), ban đầu được Viz Media đánh vần là "Bolt", [1] là một nhân vật hư cấu được tạo ra bởi tác giả truyện tranh Masashi Kishimoto, người xuất hiện lần đầu trong chương 700 của bộ truyện tranh Naruto với tư cách là con trai của nhân vật chính Uzumaki Naruto và Hyuga Hinata. Sau đó, cậu xuất hiện với vai trò là nhân vật chính trong bộ phim hoạt hình năm 2015 Boruto: Naruto the Movie nơi cậu đang luyện tập trở thành một ninja vĩ đại để vượt qua người cha mình, Hokage của làng Lá. Boruto cũng đóng vai trò là nhân vật chính trong bộ manga và anime Boruto: Naruto Next Generations. Manga bắt đầu bằng việc kể lại bộ phim Boruto và quá trình phát triển của cậu sau này, trong khi anime bắt đầu từ lúc cậu còn ở học viện ninja, nơi cậu gặp gỡ các đồng đội tương lai của mình là Uchiha Sarada và Mitsuki, cũng như giáo viên phụ trách đội của cậu, Sarutobi Konohamaru.
Mặc dù các thiết kế về ngoại hình của Boruto giống với Naruto khi cậu còn nhỏ, tính cách của họ được phát triển khác nhau. Mối quan hệ của Boruto với cha phản ánh mối quan hệ của Kishimoto với các con. Trong phiên bản tiếng Nhật, Boruto được Kokoro Kikuchi lồng tiếng trong The Last: Naruto the Movie và bởi Yūko Sanpei trong tất cả các lần xuất hiện tiếp theo. Trong phiên bản tiếng Anh, Boruto được lồng tiếng bởi Amanda C. Miller.
Nhân vật của Boruto đã nhận được nhiều phản hồi chỉ trích trái chiều. Mối quan hệ của cậu với cha mình đã bị chỉ trích do các nhà phê bình nhận thấy điều này bị lạm dụng quá mức trong manga Naruto . Trong Boruto: Naruto the Movie, sự phát triển của cậu ấy được khen ngợi nhờ những cảnh hành động của cậu và cách cậu ấy hiểu được hành động của cha mình. Giọng lồng tiếng của cậu, cả tiếng Nhật và tiếng Anh cũng đều nhận được phản hồi tốt.

## Sáng tạo và khái niệm
Masashi Kishimoto đã tạo ra Boruto vào năm 2013 khi manga Naruto đang ở đỉnh cao. Kishimoto phát triển nhân vật Boruto vì ông muốn Uzumaki Naruto trở thành cha khi bộ manga kết thúc.. Boruto xuất hiện lần đầu ở chương 700 - chương cuối cùng của Naruto, khi cậu đang thực hiện một trò chơi khăm ở ngọn núi phía sau làng Lá, nơi khắc chân dung tất cả các vị Hokage. Kishimoto muốn Boruto có tính cách  tương đồng như cha mình, nhưng cũng phải có sự khác biệt giữa hai người. Mặc dù không muốn tiết lộ nhiều về Boruto vì sự phát triển sau này của Boruto: Naruto Next Generations, ông đã nói thêm rằng Boruto không vô tư thẳng thắn như Naruto. Trong Boruto: Naruto the Movie, Kishimoto đã phát triển mối quan hệ của Boruto và Naruto từ mối quan hệ của ông với các con trai. Ông muốn bộ phim miêu tả mối quan hệ cha con giữa Boruto và Naruto. Bài hát chủ đề của bộ phim, "Diver" (ダ イ バ ー) của Kana-Boon, có liên quan đến Boruto. Một trong những ca sĩ của ban nhạc nói rằng bài hát phản ánh cách nhân vật liên tục thay đổi từ đầu đến cuối câu chuyện.
Sự giúp đỡ của Uchiha Sasuke - đối thủ và người bạn thân nhất của Naruto với Boruto có vai trò quan trọng trong các phần phim sau này. Kishimoto quyết định rằng ông ấy muốn Sasuke có một vai chính trong Boruto: Naruto the Movie mà ông ấy đã viết. Trong phim, Sasuke trở thành sư phụ của con trai đầu lòng của Naruto, Boruto, lấy cảm hứng từ Piccolo từ bộ truyện tranh Dragon Ball của Akira Toriyama. Là kẻ thù cũ của nhân vật chính Dragon Ball Goku, Piccolo trở thành sư phuj của con trai đầu của Goku, Gohan. Hiroyuki Yamashita, đạo diễn phim hoạt hình Boruto Hiroyuki Yamashita nói rằng khi lần đầu tiên nhìn thấy Boruto trong spin-off của Uchiha Sarada, anh ấy đã bắt đầu thích nhân vật của mình. Trong quá trình làm phim Boruto , Yamashita cho biết một số cảnh liên quan đến Boruto đã bị loại bỏ do thời gian hạn chế, chẳng hạn như một cảnh của Boruto với cha mình cũng như một cảnh khác giữa Boruto và Sarada. Một cảnh khó khăn đối với mọi người khi làm phim là cảnh  Boruto sử dụng Rasengan (螺旋 丸, Rasengan xoắn ốc, manga tiếng Anh: "Spiral Chakra Sphere") khi Rasengan phải biến mất ngay sau khi được sử dụng và sau đó xuất hiện ngay trước khi tấn công đối thủ. Cảnh Naruto chuyển cho con trai mình tất cả chakra để tạo Rasengan khổng lồ đã được lên kịch bản một cách cẩn thận trong phim.
Mặc dù Boruto là nhân vật chính của sê-ri Boruto – Naruto hậu sinh khả úy, nhưng họa sĩ Ikemoto đã tuyên bố vào đầu năm 2019 rằng mối quan hệ giữa Boruto và Kawaki sẽ là mấu chốt quan trọng nhất của câu chuyện khi manga mở đầu bằng phân cảnh hai nhân vật đối đầu nhau. Vào tháng 12 năm 2020, Ikemoto tuyên bố rằng anime sẽ phát triển hơn nữa cuộc gặp gỡ của Kawaki và Boruto. Tuy nhiên, anh ấy vẫn không giải thích về sự kiện bắt đầu của manga. Ikemoto nói rằng trong các chương tiếp theo, sẽ có nhiều điều hơn về sự kiện này chẳng hạn như sự trưởng thành của họ hay lý do tại sao họ trở nên thù địch.

### Thiết kế

Ngoại hình 16 tuổi của Boruto được thực hiện một cách vội vàng. Do đó, Mikio Ikemoto tin rằng một khi bộ truyện đạt đến thời điểm này, thiết kế sẽ thay đổi khá nhiều.

Khi thiết kế nhân vật, Kishimoto dự định sẽ để Boruto giống với cha mình nhưng đồng thời cũng thừa nhận không tránh được sự giống nhau trên khuôn mặt hai người ở phần mắt và má vì thực tế Naruto có Cửu Vĩ Kurama phong ấn bên trong, khác với như con trai mình. Ngoài ra, ông còn cho cậu bé mặc một bộ trang phục đơn giản hơn trang phục lúc nhỏ của Naruto mà vẫn mang biểu tượng của tộc Uzumaki. Tác giả cố tình để cho Boruto mặc quần áo của mình bị bung vì ông thấy nó phù hợp với tính cách của nhân vật. Đối với phần cuối của manga Naruto, Kishimoto ban đầu dự định tặng Boruto cho Byakugan, một huyết kế giới hạn mà cậu sẽ thừa hưởng từ mẹ của mình là Hinata Hyuga. Tuy nhiên, tác giả đã quên nó và thay vào đó đã cho cậu ta một nhãn thuật cho phép cậu nhìn thấy chakra, nguồn năng lượng ninja dùng để thực hiện nhẫn thuật, và thường được thấy trên mắt phải của Boruto. Trong tháng 7 năm 2017, một trong những họa sĩ hoạt hình từ Boruto: Naruto Next Generations đã tiết lộ con mắt của Boruto có tên là Jōgan (浄眼 lit. "Pure Eye") ("Tịnh nhãn") và sức mạnh của nó có liên quan đến khả năng cảm nhận chakra của nhãn thuật Byakugan và Naruto. Tuy nhiên, nhà làm phim hoạt hình đã kiềm chế không tiết lộ thêm về việc Jōgan vì nó sẽ được giải thích sau này trong loạt phim.
Trong những trang đầu tiên của bộ truyện Boruto, cuộc gặp gỡ giữa hai thiếu niên 16 tuổi là Boruto và Kawaki đã được hiện lên chớp nhoáng. Mục đích của nó là để thu hút nhiều người hâm mộ hơn và khiến họ mong đợi trận chiến vì nó đã khiến người xem tò mò và phấn khích về số phận của các nhân vật. Trận chiến với Kawaki thay vào đó được thể hiện trong chương đầu tiên thay vì trận chiến của Sasuke của Otsutsuki Kinshiki từ phim Boruto để tạo ra tác động khác nhau cho người hâm mộ mặc dù có cùng cốt truyện. Thiết kế tuổi teen của Boruto lần đầu tiên được minh họa dù chỉ xuất hiện trong một thời gian ngắn. Do đó, họa sĩ Mikio Ikemoto tuyên bố rằng một khi cốt truyện Boruto đạt đến thời điểm này, thiết kế của nhân vật chính có thể thay đổi. Khi câu chuyện trong manga tiếp diễn, nét mặt của Boruto thay đổi khi tương tác với nhân vật khác, ví dụ khi tương tác với nhân vật Tento, đôi mắt của Boruto được thể hiện lớn hơn, nhờ đó thể hiện tính cách trẻ con và sự thân thiện của Boruto. Tuy nhiên, khi gặp Kawaki, đôi mắt của Boruto được vẽ nhỏ hơn, thể hiện sự nổi loạn hơn đối với cậu qua ý đồ của tác giả.
Do các nhân viên thực hiện anime Naruto coi Naruto và Sasuke là "nhân vật huyền thoại" nên đơn vị sản xuất anime Studio Pierrot đã nhắm đến việc mô tả cẩn thận Boruto và các bạn cậu, "thế hệ mới", sẽ là những nhân vật chính mới. Họ cũng tìm cách để chúng được phát triển và tạo được tiếng vang như thế hệ trước. Tuy nhiên, Kishimoto lo ngại về việc Boruto và bạn bè của cậu ta có thể đạt đến tầm cỡ sức mạnh của hai nhân vật Naruto và Sasuke như thế nào để không lặp đi lặp lại. Ikemoto tuyên bố rằng diện mạo của Boruto được định hình bởi cốt truyện nên thay vào đó, tác giả không thể tự mình vẽ nhân vật. Tuy nhiên, trong cảnh từ chap thứ 9, khi Boruto tạo ra một Rasengan cùng với cha mình đã để lại ấn tượng, và tác giả tin rằng nó rất quan trọng đối với cốt truyện.

### Diễn viên lồng tiếng
Trong phiên bản tiếng Nhật, Boruto được Kokoro Kikuchi lồng tiếng trong The Last khi còn bé; còn trong movie và anime Boruto, cậu được lồng tiếng bởi Yūko Sanpei. Sanpei là một fan hâm mộ của bộ truyện tranh Naruto kể từ khi cô còn nhỏ. Trong khi tự nhận mình có tính cách tương đồng với Uzumaki Naruto, nữ diễn viên nhận thấy rằng mối liên kết giữa cô và Naruto trở nên mạnh mẽ hơn khi biết cô sẽ lồng tiếng cho đứa "con trai" của mình. Kết quả là, một khi biết mình nhận được vai diễn cho nhân vật của Boruto, Sanpei đã mua toàn bộ bộ truyện tranh Naruto mặc dù đã có nó từ trước để chuẩn bị cho bộ phim Boruto. Sanpei rất biết ơn vì được mời vào vị trí này và nói đùa về việc Junko Takeuchi trở thành "cha"vcuar vì vai trò lồng tiếng của bậc tiền bối cho nhân vật Naruto. Ban đầu, Sanpei nhớ lại những khó khăn khi lồng tiếng cho Boruto: khi cô nhận được kịch bản của mình cho bộ phim, cô bắt đầu hiểu ra rằng Boruto được xây dựng là cậu bé rất yêu cha mình, điều đó giúp cô lồng tiếng cho nhân vật tốt hơn. Vì rất hài lòng với bộ phim Boruto, Sanpei đã yêu cầu Kishimoto làm thêm một bộ nữa dẫn đến việc Kishimoto yêu cầu cô ấy để ông ta nghỉ ngơi và giao phó trách nhiệm cho một người khác.
Trong phiên bản tiếng Anh, Boruto được Maile Flanagan lồng tiếng trong bộ phim The Last: Naruto the Movie khi còn chập chững và Amanda C. Miller trong phim Boruto khi còn là một thiếu niên. Boruto là nhân vật chính đầu tiên Miller từng lồng tiếng. Trong khi tận hưởng công việc lồng giọng tiếng Anh của Boruto, cô nói rằng cô cảm thấy căng thẳng vì nhân vật của cô đóng vai trò rất quan trọng trong cốt truyện. Miller và các diễn viên lồng tiếng Anh trong Boruto khác cảm thấy vinh dự khi đóng vai các nhân vật từ một thương hiệu nhượng quyền lớn.

## Xuất hiện

### TrongNarutovà các tác phẩm độc lập khác
Boruto là một đứa trẻ theo học tại học viện ninja của Konoha, thừa hưởng mái tóc vàng ngắn của ông nội và cha, đôi mắt xanh và  câu nói cửa miệng "Believe it!" (だってばさ dattebasa). Cậu ta cũng thừa hưởng kỹ thuật Nhu quyền từ gia đình mẹ mặc dù không thừa hưởng Byakugan không giống như em gái của cậu, Uzumaki Himawari. Giống như Naruto trong quá khứ, Boruto cố tình phạm tội nghịch ngợm để gây chú ý, nhưng lại vì nhiều lý do khác nhau. Do cha cậu trở thành Hokage (người đứng đầu của Làng Lá) nên đã không dành thời gian cho cậu và gia đình như trước đây. Từ việc phá hoại Tượng đài Hokage trong các sự kiện thuộc phần kết thúc của Naruto, cha cậu ngăn cậu lại và giải thích rằng cha cậu cần phải chăm sóc ngôi làng. Boruto cũng xuất hiện ngắn gọn trong Naruto: Hokage Đệ Thất và mùa hoa đỏ, nơi cậu đưa hộp cơm cho đồng đội Sarada Uchiha để đưa lại cho cha mình.

### TrongBoruto: Naruto Next Generations
Trong khi phim và manga xảy ra sau khi Boruto tốt nghiệp Học viện Ninja, bản chuyển thể anime ban đầu lại diễn ra từ lúc cậu còn đi học trong Học viện Ninja. Boruto sở hữu một nhãn thuật độc đáo tên là "Jōgan" cho phép cậu nhìn thấy chakra tiêu cực của mọi người. Điều này cho phép cậu ta có khả năng giải quyết bí ẩn về một "Bóng ma" làm hại người dân làng cùng với bạn bè cậu. Để tìm ra thủ phạm, Boruto và những người bạn của mình đã có một chuyến đi đến làng Sương mù, kết bạn với ninja trẻ Karatachi Kagura và ngăn chặn một cuộc đảo chính bởi những người muốn làm sống lại làng Huyết Sương kinh hoàng trong thời kì đen tối. Boruto sau đó tốt nghiệp và gia nhập "Đội 7" mới cùng với Sarada và Mitsuki dưới sự lãnh đạo của Konohamaru Sarutobi. Họ cùng nhau bắt đầu thực hiện nhiều nhiệm vụ ninja. Anh ta cũng có mặt trong hai OVA, một là khi cậu đã khiến cha mình bị đánh gục bởi Himawari sau khi cậu vô tình phá vỡ búp bê của em và hai là khi nơi Đội Konohamaru được gửi đến để ngăn chặn một tên trộm.
Trong Boruto: Naruto the Movie, Boruto tham gia kỳ thi Chunin. Cậu cũng dần trở nên thất vọng khi Naruto đặt ngôi làng lên trên gia đình của mình. Boruto cuối cùng đã gặp người bạn thân nhất và là đối thủ lớn nhất của cha mình, Sasuke Uchiha, cha của Sarada, và đã trở thành học trò của anh sau khi học cách sử dụng Rasengan và vô tình tạo ra biến thể mới của nó. Nhưng khi kỳ thi bắt đầu, Boruto đã gian lận khi sử dụng nhẫn cụ khoa học-một loại công nghệ cho phép người dùng dễ dàng sử dụng nhẫn thuật mà không cần luyện tập hay thành thạo. Sau khi bị cha anh phát hiện và tước danh hiệu nhẫn giả, Boruto đã trút giận vào cha mình trước khi chứng kiến cha bị Otsutsuki Momoshiki bắt giữ trong khi bảo vệ ngôi làng của họ khỏi cuộc tấn công của tên ác nhân. Boruto đã nhận ra lỗi sai của mình và tham gia cùng Sasuke và các Kage để giải cứu Naruto. Với sự giúp đỡ của Naruto và Sasuke, Boruto đã đánh bại Momoshiki bằng Rasengan của mình. Mặc dù không ưa gì vị trí Hokage, Boruto đã kiên quyết trở nên mạnh mẽ hơn để bảo vệ làng mình giống như Sasuke và giao cho Sarada trở thành Hokage tương lai thay vì chính anh ta. Boruto cũng nhắc lại vai trò của mình trong tiểu thuyết chuyển thể của bộ phim, cũng như một phần của một omake từ manga Sharingan Legend của Sasuke Uchiha nơi anh luyện tập với nhân vật chính. Nhưng như được tiết lộ trong manga Boruto: Naruto Next Generations, Boruto đã được thương hiệu bởi một Momoshiki đang hấp hối với một "con dấu" trong tay phải được gọi là "Karma" (楔 Kāma).
Trong truyện tranh, sau cuộc chiến Momoshiki, Boruto trở thành vệ sĩ cho con trai của Lãnh chúa Hỏa quốc Madoka, kết bạn với cậu bé và dạy cậu bé nhẫn thuật. Boruto sau đó biết được sự tồn tại của một nhóm ninja được gọi là Kara. Sau đó, trong một nhiệm vụ, cậu và đội của mình gặp một cựu thành viên Kara tên là Kawaki, người sau này trở thành kẻ thù của cậu như tiết lộ trong cảnh mở màn ở chương đầu tiên khi hai người đã lớn tuổi hơn và Boruto có thể điều khiển một cách có ý thức " Tịnh nhãn".
Khi Otsutsuki Isshiki tấn công làng Lá để tìm Kawaki, Boruto đã dùng Karma để đưa hắn đến chiều không gian khác và sau đó cùng Naruto, Sasuke và Kawaki đánh bại hắn. Một lúc sau, Momoshiki đã kiểm soát Boruto và phá hủy Rinnegan của Sasuke trước khi cậu tỉnh lại và lấy lại được ý thức của mình. Trở về làng, Boruto cùng Kawaki bắt đầu tính đến việc luyện tập để chống lại Code - tay sai của Isshiki cùng những kẻ thù mới sau này.

### Trong các phương tiện truyền thông khác
Bên ngoài manga và anime, Boruto cũng xuất hiện trong trò chơi điện tử đối kháng Naruto Shippuden: Ultimate Ninja Storm 4, trước chỉ xuất hiện ở phần kết và về sau có thể chơi được trong gói mở rộng Road to Boruto. Trong trò chơi, sau khi đánh bại của Momoshiki, Boruto tự tin rằng cậu có thể đánh thắng Naruto và mặc dù sau đó Boruto thua, cha cậu vẫn nói rằng anh tự hào về việc cậu đã cố gắng trau dồi các kỹ năng của mình. Boruto cũng xuất hiện trong trò chơi video Naruto to Boruto: Shinobi Striker và Naruto x Boruto: Ninja Voltage và với tư cách là một nhân vật có thể chơi được. Cậu cũng xuất hiện trong tiểu thuyết ngắn Boruto.

## Sự tiếp nhận
Các sự tiếp nhận mang tính chất phê bình đối với tính cách của nhân vật Boruto nhìn chung là khá đa dạng. Ngay từ lần đầu tiên nhìn thấy Boruto, Ramsey Isler từ IGN đã thấy cậu có những nét quá giống với cha mình. Mặt khác, Andy Hanley từ UK Anime Network cho biết mặc dù có thiết kế và hành động tương tự với người cha là Naruto, Boruto lại không giống cha mình và có một tính cách khác biệt. Amy McNulty từ Anime News Network và cả Hanley rất thích mối quan hệ của Boruto với cha mình Naruto do sự khác biệt trong thời thơ ấu của họ và cách mà điều đó trở thành tâm điểm của bộ phim Boruto: Naruto the Movie. McNulty cũng thích cách nhân vật Boruto phát triển trong hành động và suy nghĩ của mình khi cậu lo lắng cho cha mình trong một cuộc tấn công từ phía nhân vật phản diện của bộ truyện. Christian Chiok từ Japanator rất thích sự phát triển trong tính cách của Boruto, mối quan hệ giữa cậu với cha mình và cách nó trở nên ấm áp hơn trong phim. Alexandria Hill từ Otaku USA rất thích cuộc chiến của Boruto chống lại nhân vật phản diện trong phim và sự hợp tác của cậu với Naruto và Sasuke. Chris Zimmerman từ DVD Talk đã chú ý cách tác giả xây dựng mối quan hệ nghèo nàn của Boruto với cha mình và cách nó cải thiện trong lúc cao trào của bộ phim. Rebecca Silverman từ Anime News Network đã ca ngợi cách người viết phát triển cơn giận dữ của Boruto mà không phải là một dạng "nổi loạn tuổi teen" và cách Uchiha Sasuke quyết định đào tạo cậu bé khi nhìn thấy sự tương đồng của cậu ta với cha mình. Leroy Douresseaux thích cách nhân vật của Boruto đã bắt đầu phát triển từ tập thứ hai của bộ truyện.
Các nhà phê bình rất ấn tượng với sự trưởng thành của Boruto và so sánh hành động trẻ con ban đầu của cậu với một thiếu niên trưởng thành hơn với chủ nghĩa và lí tưởng riêng của mình. McNulty đã bày tỏ niềm vui khi người xem anime Boruto được nhìn thấy Boruto trải qua những ngày trong học viện ninja trong khi ở bộ Naruto, những khoảnh khắc Naruto ở học viện chỉ xuất hiện thoáng qua và Boruto không có hành động giống như cha mình khi còn nhỏ. Trong khi nhận thấy rằng Boruto vẫn phải chiến đấu với nhiều kẻ thù trong anime, tay viết từ Anime Now Sarah Nelkin nhận thấy điều này nhẹ nhàng hơn những cuộc chiến của Naruto trong loạt phim đầu tiên như trận chiến cuối cùng của anh ta với Uchiha Sasuke cho đến khi cả hai trở thành bạn bè. Sau khi xây dựng vòng cung câu chuyện đầu tiên của anime, McNulty đã ca ngợi cuộc chiến giữa Boruto, Mitsuki và Sumire được khen ngợi vì hoạt hình của nó với nhà phê bình cũng chú ý cách Boruto thừa hưởng cách nhìn của cha mình về những phần tốt của kẻ thù để tránh bạo lực. Giám đốc cấp cao của Viz Media Kevin Hamric đã nhắc đến Boruto đã mô tả sự khác biệt của anh ấy với cha mình như anh ấy không muốn trở thành lãnh đạo của làng và thay vào đó làm các hoạt động khác như chơi trò chơi điện tử. Tuy nhiên, Hamric cho biết ban đầu anh có mong muốn vượt qua cha mình. Nữ diễn viên lồng tiếng của Denki Kaminarimon, Chihiro Ikki, cho biết cô thích cách Boruto bảo vệ Denki khỏi những kẻ bắt nạt trong loạt phim 'bắt đầu bị bắt nạt khi cô còn nhỏ. Liên quan đến cuộc chiến chớp nhoáng với ngôi làng bị phá hủy, Ikki nói rằng cô không biết chuyện gì đang xảy ra nhưng hy vọng Denki sẽ có tương lai để giúp Boruto già hơn bảo vệ thế giới ninja khỏi kẻ thù đe dọa nó.
Trong khi sự phát triển nhân vật được lấp đầy nhiều lời khen ngợi, một số nhà phê bình dường như lại cảm thấy khác. Richard Eisenbeis từ Kotaku rất quan trọng sự phát triển của Boruto, vì anh cảm thấy rằng mối quan hệ của cậu với cha mình ở cuối bộ phim Boruto là không thể tưởng tượng nổi và rời rạc. Thais Valdivia từ Hobby Consolas viết rằng trong khi người xem bộ phim ban đầu có thể không ưa tính cách của Boruto, câu chuyện của cậu đã trở nên hấp dẫn hơn khi thêm cuộc chiến của anh ta cùng với Naruto và Sasuke là một trong những điểm nổi bật. Chris Beveridge từ Fandom Post không thích sự tập trung lớn nhắm vào mối quan hệ của Naruto và Boruto trong chương đầu tiên của manga Boruto. Tuy nhiên, anh ta tỏ ra thích thú với phân đoạn một Boruto lớn tuổi hơn trong cuộc chiến chống lại nhân vật Kawaki. Đối với anime, Beveridge nhận xét tính cách của Boruto vượt trội so với tính cách nhân vật này trong truyện tranh. Sam Stewart từ IGN cảm thấy tính cách của Boruto "ít bị mê hoặc" và nhận xét rằng việc nhân vật chính không thích những sai lầm mà người cha của họ mắc phải đã trở nên quá phổ biến trong các tác phẩm viễn tưởng Trong một bài phê bình từ manga, Nick Smith từ ICv2 nhận thấy rằng Boruto là phần thứ yếu của bộ truyện do tính cách của cậu ấy trái ngược với Naruto trong bộ truyện gốc Naruto. Nhà phê bình cũng nói "Vấn đề chính trị trong cấu trúc quyền lực xung quanh Naruto và Boruto trở nên thú vị hơn chính Boruto" và kết quả là Boruto sẽ thay đổi trong các chương sắp tới để làm cho bộ truyện hấp dẫn hơn. Tuy nhiên, Melina Dargis thích cách Boruto hiện thực hóa mục tiêu của cha mình, cùng Sasuke và các Kage giải cứu Naruto. Ngoài ra, Dargis cho rằng mối quan hệ căng thẳng ban đầu của Boruto với cha mình cũng như việc cậu gian lận bằng cách sử dụng nhẫn cụ khoa học để chiến đấu có thể phản ánh phần nào đó những khán giả hiện đại, những người có thể hiểu nhân vật này nhiều hơn. Ngoài ra, người đánh giá thích cách "Nhãn thuật" bí ẩn của Boruto được khắc họa. Trong khi so sánh đặc điểm của Boruto với các nhân vật chính thường thấy trong các bộ truyện tranh khác, McNulty cảm thấy rằng sự phát triển của Boruto trong các bộ anime đã giúp cậu trở nên đáng yêu hơn.